# Perissa latiptera
Perissa latiptera är en tvåvingeart som beskrevs av Ronald Henry Lambert Disney 1990. Perissa latiptera ingår i släktet Perissa och familjen puckelflugor.
Artens utbredningsområde är Zimbabwe. Inga underarter finns listade i Catalogue of Life.